# Église Saint-Martin de Giberville
Pour les articles homonymes, voir Église Saint-Martin.
L'église Saint-Martin est une église catholique située à Giberville, en France.

## Localisation
L'église est située dans le département français du Calvados, sur la commune de Giberville, dans la rue de l'Église.

## Historique
Les entourages immédiats de l'église sont occupés à l'époque romaine par des bâtiments dont des vestiges sont identifiés en 1829.
L'édifice est daté des XIVe et XVe siècles. Simon de Giberville fait un legs en 1313 destiné à une chapelle, legs confirmé par Philippe le Bel.
Le patronage était réalisé par la Charité de Caen et l'abbaye de Villers-Canivet.

## Description

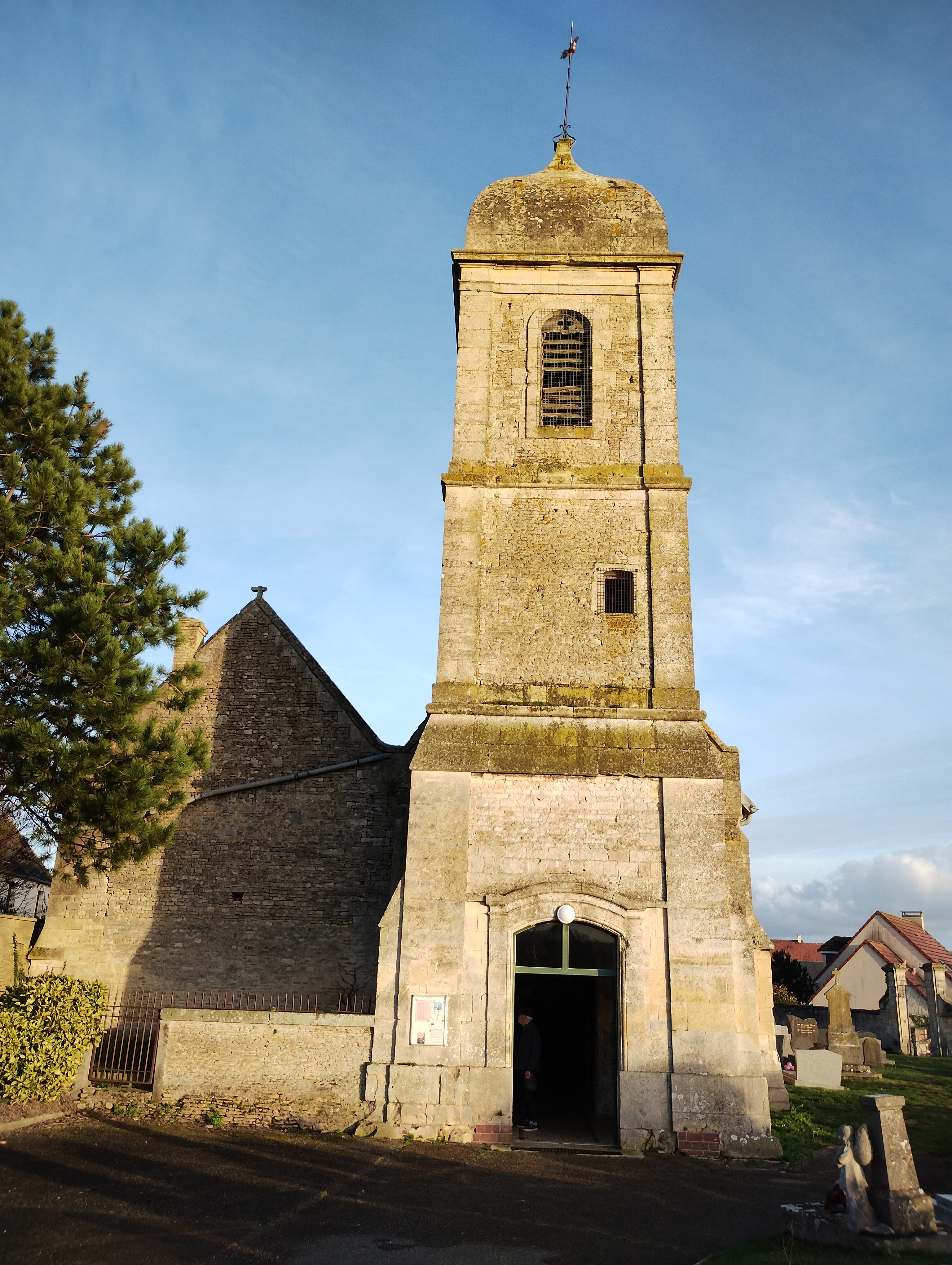
Clocher-porche.

L'édifice, orienté, est construit en calcaire.
Le chœur est à fond plat et un clocher-porche est situé à l'avant du monument.

## Mobilier

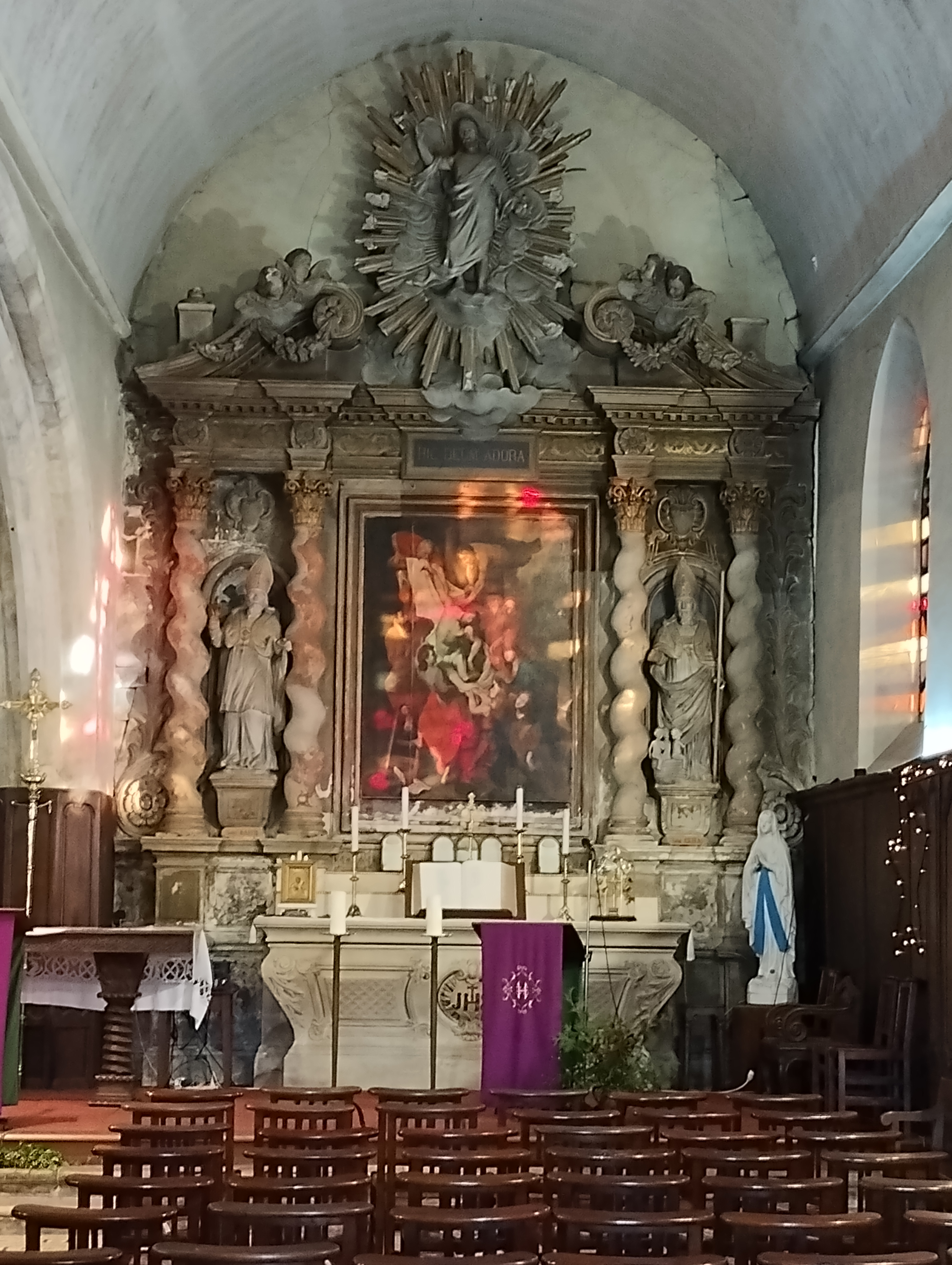
Retable du maître-autel.

L'édifice abrite un maître-autel avec un retable muni de colonnes torses.